# کمپ پایگاه تفنگداران دریایی پندلتون
کمپ پایگاه تفنگداران دریایی پندلتون (انگلیسی: Marine Corps Base Camp Pendleton) پایگاه اصلی ساحل غربی آمریکا سپاه تفنگداران دریایی ایالات متحده آمریکا و یکی از بزرگترین پایگاه‌های تفنگداران دریایی در ایالات متحده است. این پایگاه در ساحل جنوبی کالیفرنیا در شهرستان سن دیگو واقع شده و از جنوب با اوشن‌ساید، از شمال با سن کلمنته در شهرستان اورنج، از شمال شرقی با شهرستان ریورساید و از شرق با فالبروک هم‌مرز است.
این پایگاه در سال ۱۹۴۲ برای آموزش تفنگداران دریایی ایالات متحده برای خدمت در جنگ جهانی دوم تأسیس شد. تا اکتبر ۱۹۴۴، کمپ پندلتون به عنوان "تأسیسات دائمی" اعلام شد و تا سال ۱۹۴۶ به محل استقرار لشکر ۱ تفنگداران دریایی تبدیل شد. این پایگاه به نام سرلشکر جوزف هنری پندلتون (۱۸۶۰-۱۹۴۲) نامگذاری شد که مدت‌ها طرفدار ایجاد یک پایگاه آموزشی برای سپاه تفنگداران دریایی در ساحل غربی بود. امروزه این پایگاه محل استقرار واحدهای بی‌شماری از نیروهای عملیاتی، از جمله هنگ ۱ تفنگداران دریایی، هنگ ۵ تفنگداران دریایی، نیروی اول تفنگداران دریایی اعزامی و فرماندهی‌های آموزشی مختلف است.